# Лимоновы
 Лимоновы  — деревня в Кирово-Чепецком районе Кировской области в составе Просницкого сельского поселения.

## География
Расположена на расстоянии примерно 5 км по прямой на юго-восток от переезда на юго-восточной окраине города Кирово-Чепецк через узкоколейную железнодорожную линию до поселка Каринторф.

## История
Известна с 1671 года как деревня Коземки Родионова с 1 двором, в 1764 (уже Лошкинская) 34 жителя. В 1873 году здесь (Ложкинская 1-я и Левинская или Лимоновская) дворов 9 и жителей 112, в 1905 (Ложкинская 2-я или Лимоновцы) 27 и 139, в 1926 (уже Лимоновы) 20 и 197, в 1950 (снова Лимоновцы) 27 и 120, в 1989 4 постоянных жителя. Настоящее название утвердилось с 1978 года.

## Население
Постоянное население составляло 3 человека (100% русские) в 2002 году, 7 в 2010.